# Proteam Motorsport
Proteam Motorsport – włoski zespół wyścigowy założony w 1997 roku przez byłego kierowcę wyścigowego Valmiro Presenzini. Ekipa należy do najbardziej utytułowanych niezależnych zespołów w World Touring Car Championship (tytuły w latach 2005, 2007-2008). Zanim zespół dołączył do stawki World Touring Car Championship, działał także w European Touring Car Championship, Renault Clio Cup, Renault 5 Turbo Cup, Renault Megane Cup, Ferrari Challenge oraz Italian Touring Car Competition. Siedziba zespołu znajduje się we włoskiej miejscowości Arezzo.